# Cubillas de Rueda
Cubillas de Rueda è un comune spagnolo di 616 abitanti situato nella comunità autonoma di Castiglia e León.